# Hubert Stanley Wall
Hubert Stanley Wall (Rockwell City, 2 de dezembro de 1902 – 12 de setembro de 1971) foi um matemático estadunidense, que trabalhou primariamente na área de frações contínuas.

## Publicações selecionadas
- Wall, H. S. (2000) [1948]. Analytic Theory of Continued Fractions. Providence: American Mathematical Society. ISBN 978-0-8218-2106-0. OCLC 43311799[3]
- Wall, H. S. (1969) [1963]. Creative Mathematics. [S.l.]: Univ of Texas Press. ISBN 0-292-71039-9